# Vesc
Vesc ist eine französische Gemeinde mit 251 Einwohnern (Stand 1. Januar 2022) in der Region Auvergne-Rhône-Alpes im Département Drôme; sie gehört zum Kanton Dieulefit im Arrondissement Nyons.

## Geografie
Vesc liegt auf einer mittleren Höhe von 655 Metern über dem Meeresspiegel im Süden des Départements Drôme, 11 Kilometer östlich von Dieulefit und 38 Kilometer östlich von Montélimar. Die nächstgelegenen Gemeinden sind Crupies, Montjoux und Orcinas.

## Geschichte
Die älteste urkundliche Erwähnung als Vaiesch findet sich im Jahr 1173. Die heutige Schreibweise Vesc ist ab 1781 belegt. Der Name leitet sich über Vesque ab vom französischen Wort évêque, zu deutsch: „Bischof“.
Im Mittelalter befand sich im Ort ein Kloster – eine Filialgründung der Benediktiner von Cruas im Département Ardèche. Wie hoch die Stellung des Ortes einst war, mag die Tatsache bezeugen, dass die dortige Apotheke seinerzeit einen überregionalen Ruf hatte. Die dem Hl. Petrus geweihte Kirche war ursprünglich Teil dieser Klosteranlage.

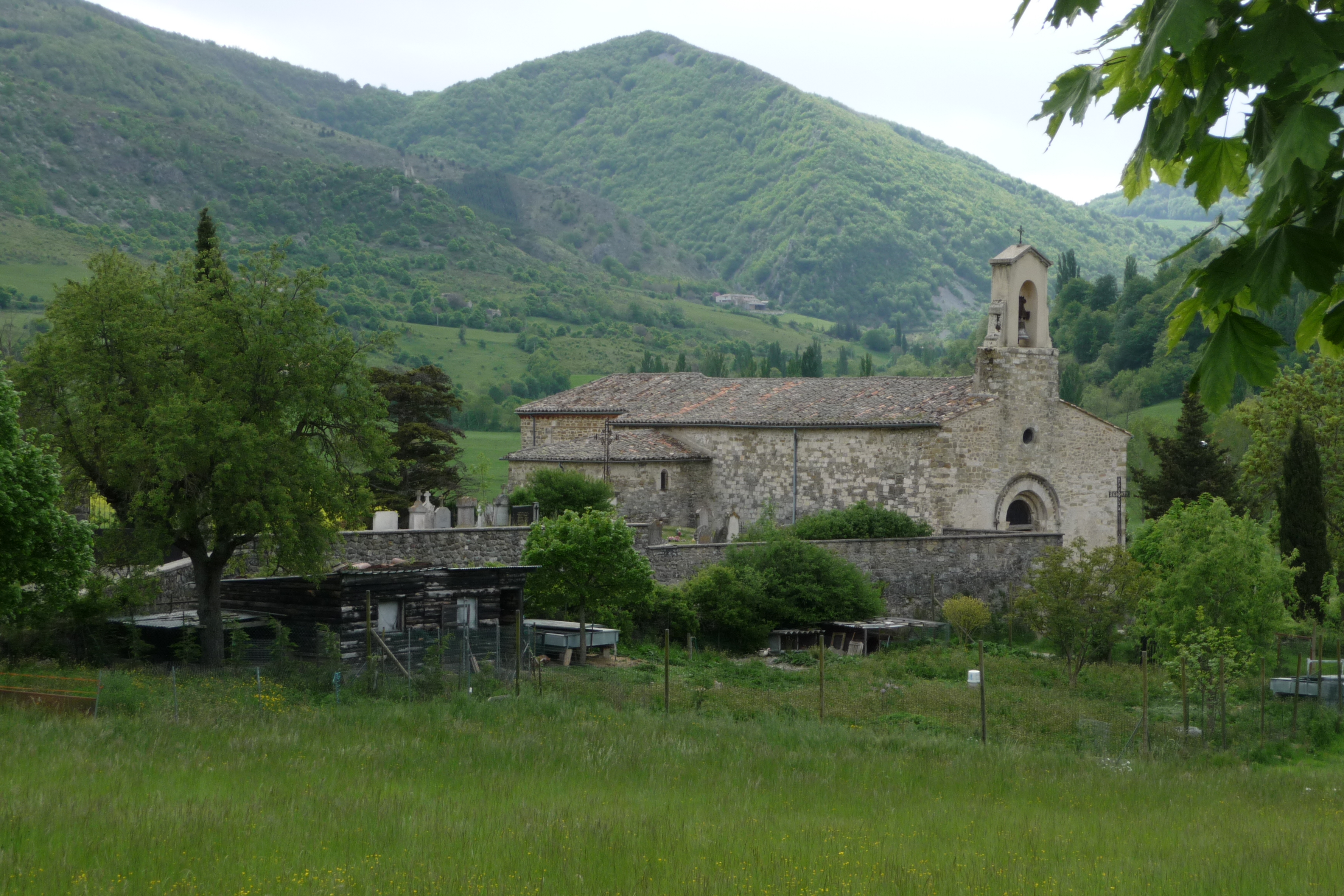
Romanische Pfarrkirche Vesc

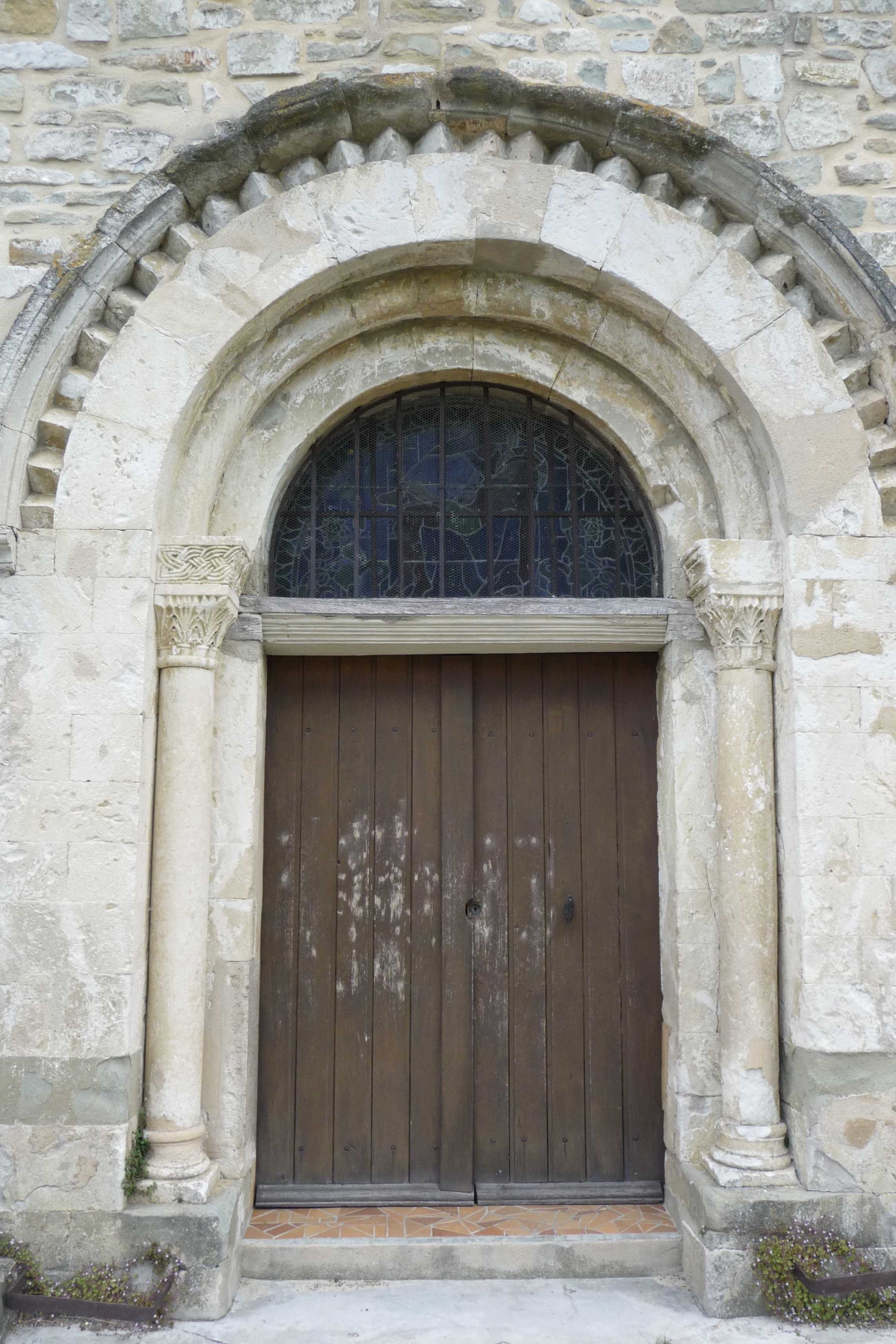
Portal Romanische Pfarrkirche Vesc

Ursprünglich bestand der Ort aus zwei Lehen: Vesc und Pennes, welches zu Rigot, einem nach den Wirren der Hugenottenkriege untergegangenen Ort in der Diözese Die gehörte.
Das Lehen Vesc gehörte den Grafen von Valentinois; sie stellten die Bischöfe von Die und verkauften im Jahr 1609 das Lehen Vesc an die Herren von Pennes. Von diesen ging es über an das Haus Moreton de Chabrillan und blieb bis zur Französischen Revolution in deren Besitz.
Von 1789 bis 1794 lautete der offizielle Name Penne-sur-Vesc.
Ab der Mitte des 19. Jahrhunderts bis ins 20. Jahrhundert kam es zu einer starken Bevölkerungsabwanderung in Orte mit besseren Arbeitsmöglichkeiten, sodass Vesc zunehmend verfiel. Ab den 1970er Jahren wurden viele der mittelalterlichen Häuser als Sommersitze erworben und restauriert.

### Bevölkerungsentwicklung
| Jahr                       | 1793 | 1836 | 1901 | 1946 | 1968 | 1975 | 1990 | 2016 |
| Einwohner                  | 1006 | 1101 | 540  | 278  | 256  | 229  | 244  | 272  |
| Quellen: Cassini und INSEE |      |      |      |      |      |      |      |      |

## Sehenswürdigkeiten
- Die Chatelas, Burgruinen an der alten mittelalterlichen Durchgangsstraße
- Mittelalterliches Dorf mit Resten von Verteidigungsanlagen
- Église Saint-Pierre, frühgotische Kirche des ehemaligen Klosters